# 359 a. C.
El año 359 a. C. fue un año del calendario romano prejuliano. En el Imperio romano se conocía como el Año del Consulado de Lenas e Imperioso (o menos frecuentemente, año 393 Ab urbe condita). 

## Acontecimientos

### Macedonia
- El rey macedonio Perdicas III es asesinado mientras defiende a su país contra un ataque ilírico comandado por el rey Bardilis. Le sucede su hijo aún niño, Amintas IV. El tío del niño, Filipo II, asume la regencia.
- En el mismo año, Filipo II se proclama rey de Macedonia. Amintas IV no es juzgado por Filipo II como un peligro y permanece vivo mientras Filipo II es rey de Macedonia.
- Los ilirios se preparan para cercar Macedonia, los peonios atacan desde el norte y dos pretendientes al trono de Macedonia, son apoyados por poderes extranjeros. Filipo II compra a sus peligrosos vecinos y, con un tratado, cede Anfípolis a Atenas.

## Nacimientos
- Filipo III de Macedonia, hermano y sucesor de Alejandro Magno (fecha aproximada) (m. 317 a. C.)

## Fallecimientos
- Teos, faraón de la dinastía XXX de Egipto.

- Datos: Q82160